# Torstein herse Kjetilsson
Torstein herse Kjetilsson (c. 800) fue un hersir, un caudillo vikingo de Romsdal, Noruega; hijo de Ketil Raum. En los primeros capítulos de la saga Vatnsdœla Ketil Raum desaprueba la vida de comodidades y falta de ambición de su hijo Torstein añorando los viejos tiempos cuando las actividades vikingas y conseguir bienes tras arriesgadas aventuras eran una prioridad y garantía de honor.
Torstein, a la edad de 20 años, logró matar a un ladrón vagabundo que causaba muchos daños a personas y ganado cuando alguien cruzaba la ruta entre Romsdal y Uppland. Debido a la inseguridad, nadie deseaba cruzar ese camino, «incluso si había entre 15 y 20 hombres en un grupo». Torstein se abrió camino hasta el lugar. La saga cuenta que incluso un ladrón llamado Jokull fue lo suficientemente fuerte como para acabar con Torstein; pero cuando supo quién era, le dejó seguir con vida. El ladrón le dijo que era hijo de Ingemund, jarl de Götaland. Le pidió a Torstein que fuera a saludar a su padre y lo instó a casarse con su hermana, Thordis. Torstein hizo lo que Jokul le pidió y se casó con la hija del jarl sueco.

## Herencia
Fruto del matrimonio con Thordis (c. 785-845) nació Ingimundur Þorsteinsson, que fue uno de los grandes aliados de Harald I de Noruega.